# Great Mew Stone
Le Great Mew Stone est une île d'Angleterre située dans la Manche ; elle se trouve à proximité de la baie
de Wembury, dans le sud-ouest du Devon.

## Étymologie
Le nom de l'île est composé des mots anglais great (« grand »), mew, qui peut signifier « mouette, goéland », mais aussi « prison », et stone (« pierre »).

## Description
Il s'agit d'une île de 3 acres ; de forme vaguement pyramidale, elle culmine à 59 mètres d'altitude.

## Histoire
En 1744, un criminel condamné à la relégation passera sept années dans l'île.

## Great Mew Stone dans l'art

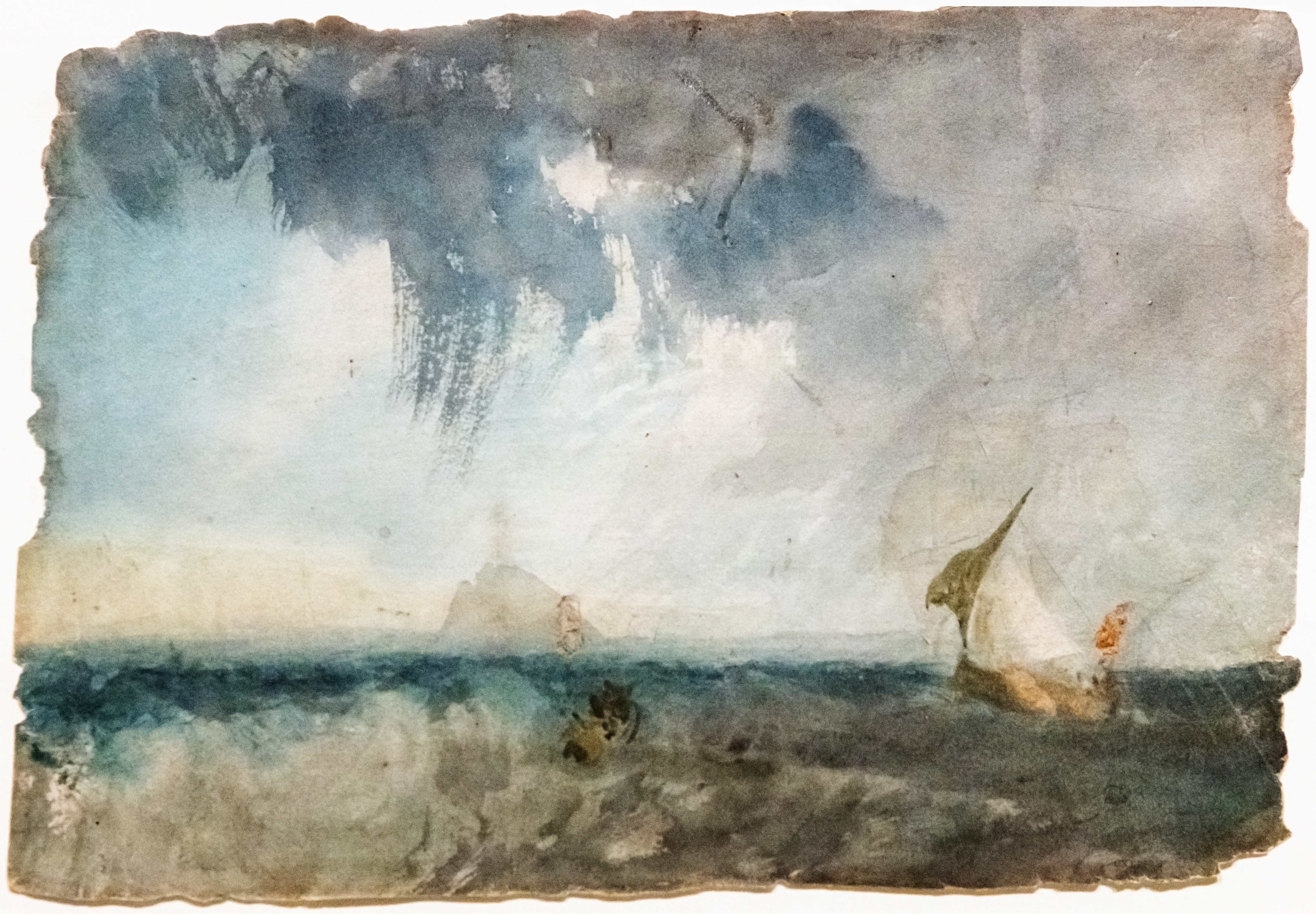
Shipping off the Mewstone - William Turner, Tate Britain

## Galerie

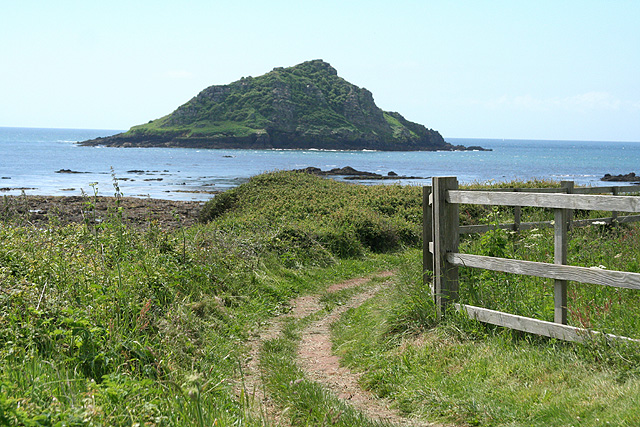
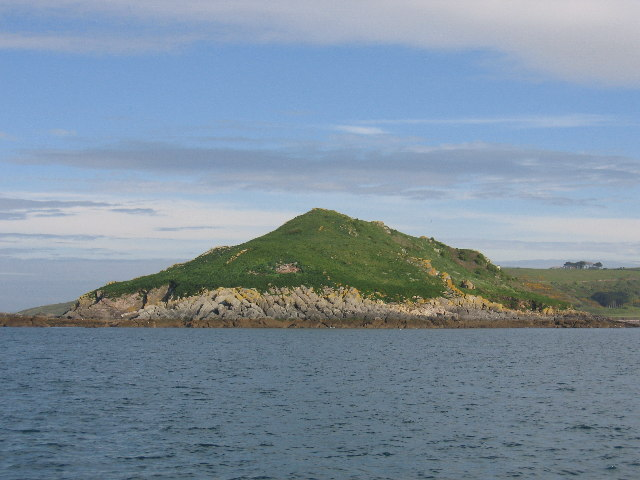
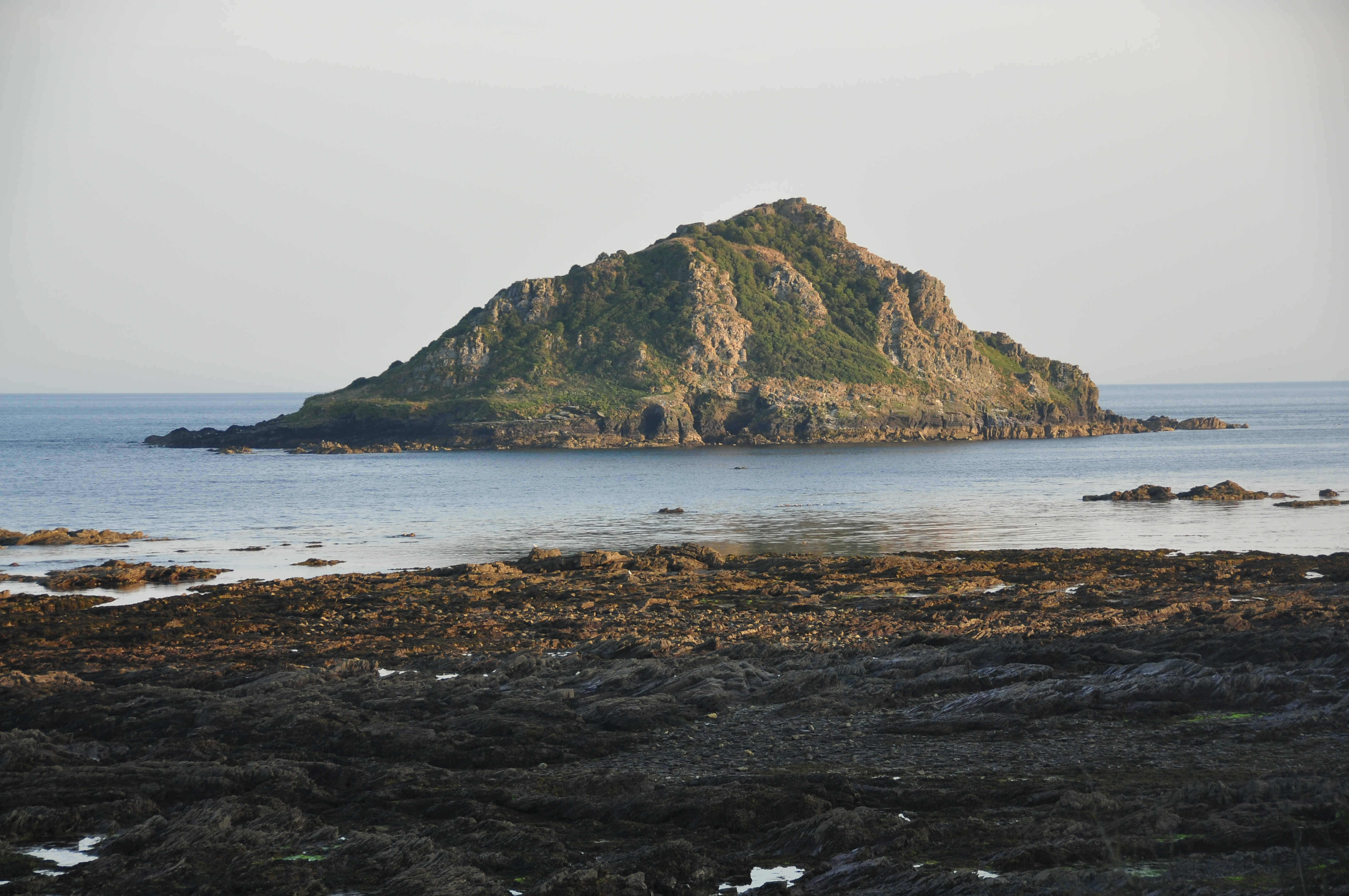
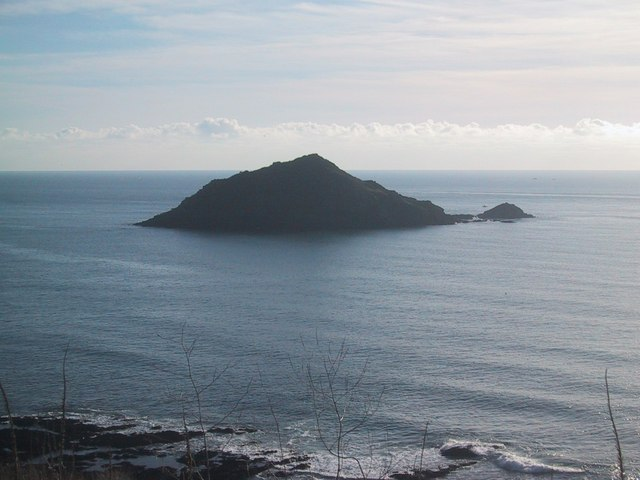
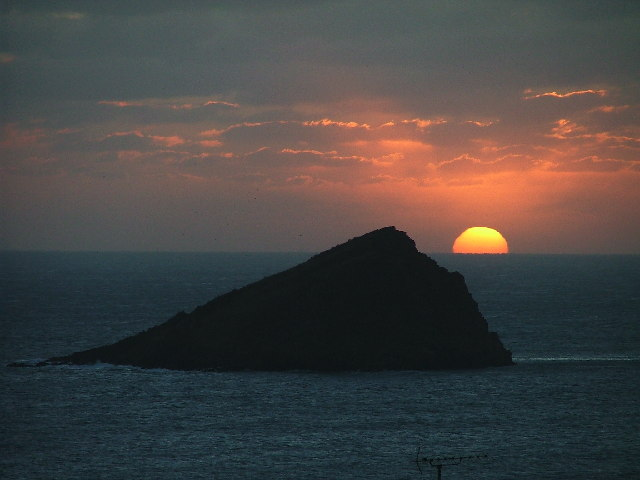